# Concert per a violí núm. 5 (Mozart)
El Concert per a violí núm. 5 en la major, K. 219, a vegades conegut com a «El concert turc», sembla que fou compost per Wolfgang Amadeus Mozart el 1775 i podria haver estat estrenat durant la temporada de festes d'aquell any a Salzburg. D'això es desprèn la típica estructura de moviments alterns ràpid-lent-ràpid. Les indicacions dels moviments són:
1. Allegro Aperto - Adagio - Allegro Aperto
2. Adagio
3. Rondeau - Tempo di Minuetto

Mozart va compondre la majoria dels seus concerts per a instruments de corda entre 1773 i 1779, però fins al moment no se sap ben bé ni per a qui, ni per a quina ocasió foren compostos. De la mateixa manera, la data de composició d'aquestes obres no és clara. Les anàlisis de l'escriptura i de les filigranes del paper han demostrat que les dates dels cinc concerts per a violí no són les reals. Pel que sembla, Mozart va canviar l'any de la composició del cinquè concert –que originalment era la de 1775–, i la va substituir per la de 1780; i, més tard, ho va tornar a canviar per deixar el 1775. La partitura autògraf es conserva en la Biblioteca del Congrés dels Estats Units, a Washington D.C..

## Anàlisi musical
El concert està escrit per a dos oboès, dues trompes i corda. Està en la major, una tonalitat que Mozart no tornaria a utilitzar en un concert fins al Concert per a piano, K. 414 (1782).
La indicació d' Aperto en el primer moviment és molt poc habitual en la música instrumental de Mozart; no en canvi en la seva música operística. Això implica que la peça ha de ser compresa en un context més ampli, amb més majestuositat que la d'un simple allegro.
El primer moviment s'inicia amb l'orquestra presentant el tema principal, una melodia típica de Mozart. El solo de violí arriba amb un breu però dolç adagio, amb un senzill acompanyament de l'orquestra. A continuació, es combina el tema principal amb el solo de violí, que interpreta una melodia diferent que destaca per sobre de l'orquestra. La durada del primer moviment és d'uns 10-11 minuts. Tot el concert dura uns 28 minuts.
Mozart va compondre més tard l'Adagio per a violí i orquestra, K. 261, com a substitut del moviment lent d'aquest concert.
Pel que fa al rondó final, és un minuet recurrent. En la part central hi ha un canvi de compàs, de 3/4 a 2/4 i apareix la música de caràcter turc; per aquest motiu el concert ha rebut el sobrenom de «El concert turc».

## Audició
| Concert per a violí núm. 5 - 1r mov. Allegro Aperto - Adagio - Allegro Aperto                  |
|                                                                                                |
| Arranjament per a violí i piano. Interpretat per Ben Goldstein (violí), i Bendik Eide (piano). |
|                                                                                                |